# Пилипы-Хребтиевские
Пилипы-Хребтиевские (укр. Пилипи-Хребтіївські) — русское старообрядческое село в Новоушицком районе Хмельницкой области возле рек Даниловка и Батожок.
Население — 841 человек (2006).

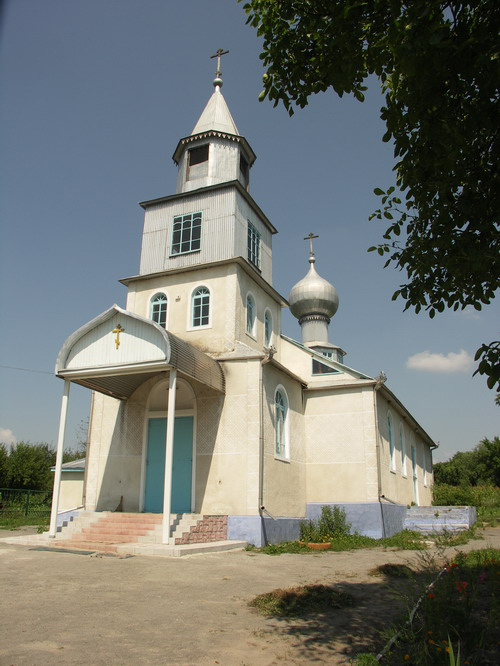
Восстановленная селянами старообрядческая церковь

Село Пилипы-Хребтиевские основано в 1735 году русскими старообрядцами-пилипонами (откуда происходит название села), которые пришли сюда с территории современных Курской и Орловской областей.
В 1835 году в селе жил 121 старовер, 1857 — 380, 1864 — 402, 1868 — 770. В 2005 году в селе проживало 806 старообрядцев.
Село Пилипы-Хребтиевские являются одним из наиболее крупных старообрядческих русских сёл. Жители села соблюдают обычаи старообрядцев: мужчины носят бороды, женщины покрывают головы платками. Кроме русских староверов, на окраине села находится несколько домов с украинцами-православными и поляками-католиками.
В селе находится единственная в Хмельницкой области школа с русским языком обучения, но после начала полномасштабной войны, в силу националистических настроений на территории Украины, школа с русским языком была закрыта, одно из зданий которой построено в 1886 году и является памятником архитектуры. В 1929 году была разрушена старообрядческая церковь, восстановленная селянами в 1990 году. В районе села расположен памятник археологии всеукраинского значения — городище периода Киевской Руси.